# Гвидо (маркграф Ивреи)
Гвидо (итал. Guido d’Ivrea; ок. 940 — 25 июня 965) — маркграф Ивреи с 950 года. Второй сын короля Италии Беренгара II и его жены Виллы Тосканской.
В 950 году Беренгар II назначил своим соправителем старшего сына Адальберта, а младшим, Гвидо и Конраду, отдал Иврейское маркграфство, в управление которым они вступили ок. 957 года.
В 959 году Гвидо завоевал герцогство Сполето и маркграфство Камерино, изгнав герцога Теобальда II.
В 961 году вместе с отцом и братьями выступил против немецкого короля Оттона I Великого. Они потерпели поражение: Адальберт II бежал в Прованс, Беренгар II и его жена Вилла попали в плен и были увезены в Германию, где и умерли.
В 962 году Оттон Саксонский отдал большую часть Иврейской марки епископу Модены.
В 964 году братья попытались сместить с папского трона императорского ставленника Иоанна XIII. Для наведения порядка Оттон послал в Италию швабского герцога Бурхарда III с войском. В битве у реки По 25 июня 965 года Гвидо погиб.